# تیمرمن ۱۲۶۲۶
سیارک ۱۲۶۲۶ (به انگلیسی: 12626 Timmerman، نامگذاری:1116T-1) دوازده هزار و ششصد و بیست و ششمین سیارک کشف شده‌است که در ۲۵ مارس ۱۹۷۱ کشف شد.
قدر مطلق سیارک برابر ۱۷.۸ است.